# یواس‌اس هول (ای‌جی-۱۴۵)
یواس‌اس هول (ای‌جی-۱۴۵) (به انگلیسی: USS Hewell (AG-145)) یک کشتی بود که طول آن ۱۷۶ فوت (۵۴ متر) بود. این کشتی در سال ۱۹۴۴ ساخته شد.